# Società Polisportiva Tharros
La Società Polisportiva Dilettantistica Tharros, semplicemente nota come Tharros, è una società calcistica italiana con sede nella città di Oristano, che prende il nome dall'omonima città antica.
Attualmente milita in Promozione, sesta serie del campionato italiano di calcio.
La fondazione del club risale al 1905, ma la sezione calcio venne istituita nel 1938. Durante la sua storia è stata attiva anche nei settori della ginnastica, atletica, ciclismo e pallacanestro.
I colori sociali del sodalizio sono il bianco ed il rosso.
Vanta 18 partecipazioni alla Serie D.

## Storia

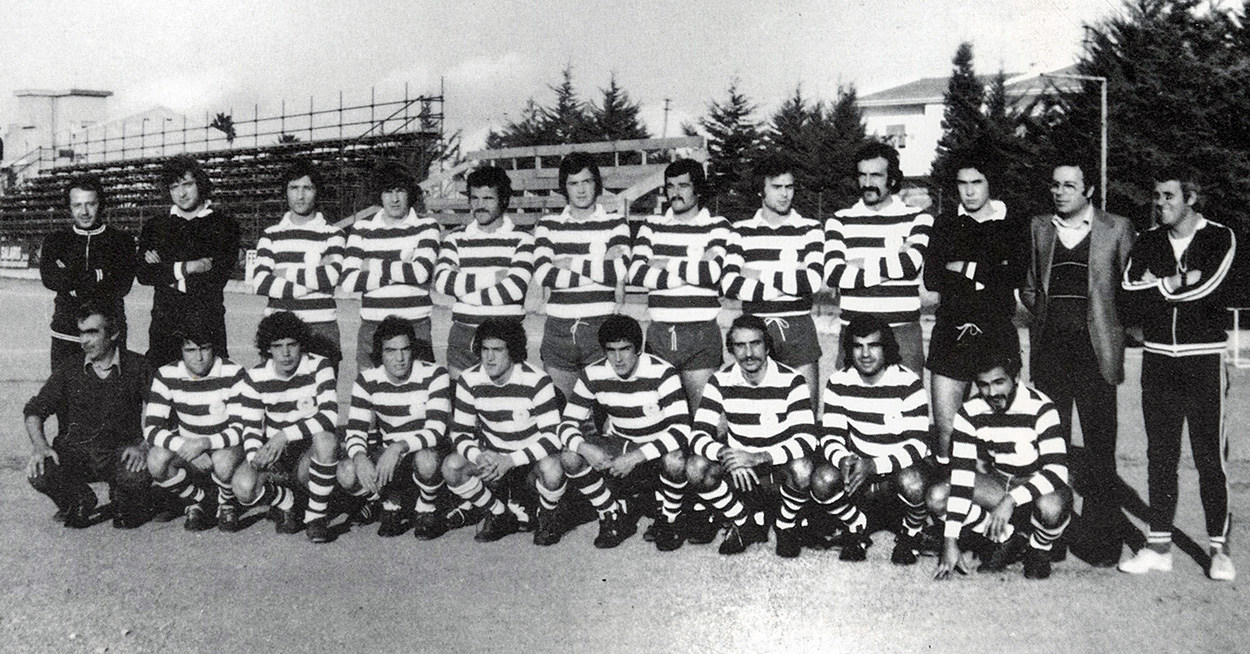
La Tharros neopromossa nel campionato di Serie D 1974-1975.

La società Ginnastica Tharros nacque nel 1905 ma iniziò a partecipare a manifestazioni ufficiali solo nel 1908, ovvero in seguito all'affiliazione alla Federazione Ginnastica d'Italia. Negli anni seguenti la Tharros prese parte a numerosi concorsi di Ginnastica di livello nazionale e internazionale ottenendo vari premi e riconoscimenti sia a livello individuale che di squadra. Nel 1931, a seguito della costruzione della pista, prese vita la squadra ciclistica del "Dopolavoro Arborense", mentre nel 1938 nacque anche la sezione dedicata al calcio. Entrambe queste squadre nel 1943 entreranno poi a far parte della neonata "Società Polisportiva Tharros".
Dalla sua fondazione la Tharros partecipò al campionato di prima divisione regionale, che fra il 1935 ed il 1948 fu il quarto livello del campionato italiano di calcio. Dopo l'ennesima riorganizzazione del campionato, nel 1948 la prima divisione regionale divenne il quinto livello, ma la squadra sfiorò più volte la promozione al livello superiore (promozione fino al 1952, IV serie dal 1952 al 1957). Nel 1950-1951 per raggiungere l'obiettivo fu chiamato sulla panchina della squadra oristanese il campione del mondo Gino Colaussi. L'esperienza del triestino durò un solo anno, mentre i biancorossi conobbero una crisi finanziaria che nel 1956 portò al fallimento della società. Nell'autunno del 1958 la società fu rifondata con un nuovo consiglio amministrativo.
La promozione in Serie D giunse nel campionato 1966-1967, non sul campo (la Tharros perse 4-1 la finale con l'Alghero) ma grazie al ripescaggio per meriti sportivi. Dopo cinque stagioni di permanenza in campo nazionale, nel 1971-1972 la Tharros arrivò diciottesima nel girone F retrocedendo in Promozione. Due anni dopo fu nuovamente promossa in Serie D, ma nel 1975-1976 arrivò la seconda retrocessione.
Fra il 1981-1982 e il 1991-92 la Tharros si inserì stabilmente nel massimo livello dilettantistico nazionale. Da allora la squadra non è più riuscita a tornare in Serie D limitandosi a oscillare fra l'Eccellenza e la Prima Categoria. Nella stagione 2021-2022 torna in Eccellenza dopo 15 anni di assenza, vincendo il girone B della Promozione.

## Allenatori
- Gino Colaussi (1950-1951)
- Stefano Perati (1973-1974)
- Virginio De Paoli (1974-1976)
- Franco Grillone (1983-1984)

## Palmarès

### Competizioni regionali
- Prima Divisione: 1

1949-1950
- Promozione: 2

1973-1974
2021-2022
- Prima Categoria: 3

1966-1967, 2001-2002, 2019-2020

### Altri piazzamenti
- Coppa Italia Dilettanti:

Finalista: 2004-2005

## Tifoseria
Il movimento ultras ad Oristano nasce a cavallo tra gli anni 70 e 80, anni in cui la società biancorossa conosce il suo periodo più roseo , sfiorando per due anni consecutivi la promozione in C2. In quegli anni nascono gli Eagles e il Tharros club che rimarranno a capo della tifoseria fino ai primi anni 90. Dopo un periodo di inattività, nella stagione 2001-02 nasce la Vecchia Guardia , seguita poi dalla nascita degli Ultras Tharros. Nel corso degli anni si sono susseguiti altri gruppi come i Patton Tharros e i Diavoli biancorossi.
Nella stagione 20-21 nascono gli Ultras Piskio, chiamati così in onore dello storico ultras, che attualmente insieme alla neonata Brigata Biancorossa guidano la tifoseria biancorossa.

### Gemellaggi e rivalità
La Tifoseria biancorossa è a capo, insieme a Carbonia, di una serie di accese rivalità, infatti si schiera avversa a Torres e Tempio. Altre rivalità molto sentite sono con Ghilarza e Samugheo. Gli ultras biancorossi intraprendono rapporti di amicizia con Olbia (in passato forte amicizia con le brigate bianche), Carbonia e Nuorese (gemellati in passato con gli sconvolts Nuoro). Altri rapporti di rispetto reciproco intercorrono con Calangianus, Alghero e Ilvamaddalena.